# Campeonato Europeo de Halterofilia de 1956
El XXXVI Campeonato Europeo de Halterofilia se celebró en Helsinki (Finlandia) entre el 27 y el 30 de junio de 1956 bajo la organización de la Federación Europea de Halterofilia (EWF) y la Federación Finlandesa de Halterofilia.

## Medallistas
| Evento  | Oro                           | Plata                                 | Bronce                             |
| ------- | ----------------------------- | ------------------------------------- | ---------------------------------- |
| 56 kg   | Vladimir Stogov URSS 325,0    | Stoyan Gueorguiev Bulgaria 287,5      | Karel Saitl Checoslovaquia 282,5   |
| 60 kg   | Rafael Chimishkian URSS 340,0 | Sebastiano Mannironi · Italia · 325,0 | Marian Zieliński · Polonia · 325,0 |
| 67,5 kg | Nikolai Kostylev URSS 377,5   | Josef Tauchner · Austria · 357,5      | Luciano De Genova · Italia · 347,5 |
| 75 kg   | Igor Rybak URSS 382,5         | Ravil Jabutdinov URSS 375,0           | Jan Czepułkowski · Polonia · 362,5 |
| 82,5 kg | Trofim Lomakin URSS 420,0     | Václav Pšenička Checoslovaquia 400,0  | Günther Siebert RDA 387,5          |
| 90 kg   | Jean Debuf Francia 427,5      | Fiodor Osypa URSS 427,5               | Ivan Veselinov Bulgaria 417,5      |
| +90 kg  | Alexei Medvedev URSS 465,0    | Alberto Pigaiani · Italia · 432,5     | Franz Hölbl · Austria · 430,0      |

1. 1 2 3  Fuerza (kg) + arrancada (kg) + dos tiempos (kg) = TOTAL (kg)

## Medallero
| Núm. | País           | Oro | Plata | Bronce | Total |
| ---- | -------------- | --- | ----- | ------ | ----- |
| 1    | URSS           | 6   | 2     | 0      | 8     |
| 2    | Francia        | 1   | 0     | 0      | 1     |
| 3    | Italia         | 0   | 2     | 1      | 3     |
| 4    | Austria        | 0   | 1     | 1      | 2     |
| 4    | Bulgaria       | 0   | 1     | 1      | 2     |
| 4    | Checoslovaquia | 0   | 1     | 1      | 2     |
| 7    | Polonia        | 0   | 0     | 2      | 2     |
| 8    | RDA            | 0   | 0     | 1      | 1     |
|      | TOTAL          | 7   | 7     | 7      | 21    |